# Guigo I
Guigo I (conosciuto anche come Guigues du Chastel o Guigo de Castro e Guigo di Saint-Romain; Saint-Barthélemy-le-Plain, 1083 – Saint-Pierre-de-Chartreuse, 27 luglio 1136) è stato un monaco cristiano e teologo francese, 5º priore della Grande Chartreuse e ministro generale dell'Ordine certosino.

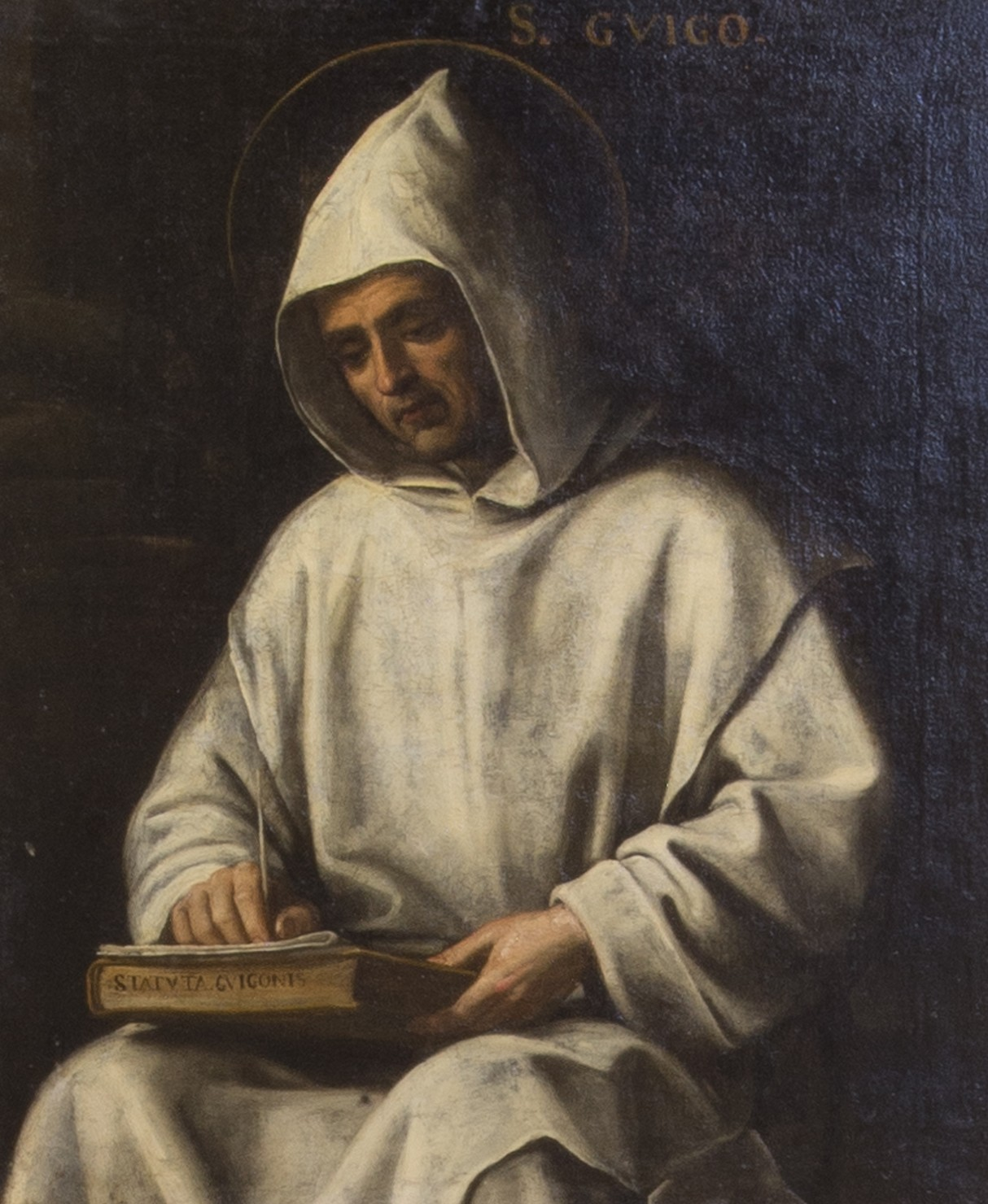
Giuseppe Vermiglio, San Guigo I, 1600-1649 Museo della Certosa di Pavia.

Poiché autore delle Consuetudines Cartusiae, è considerato il primo codificatore della regola certosina e normatore dell'ordine.

## Biografia
Nacque nel castello di Saint-Romain-du-Valmordane (nell'Ardèche vicino a Tournon), la sua famiglia apparteneva ad un ramo cadetto povero, discendente dai Saint-Romain di Baix, potenti signori imparentati con i conti e duchi di Valentinois. Avrebbe studiato nella collegiata di Saint-Barnard a Romans-sur-Isère, che ricevette la visita nell'agosto del 1095 di papa Urbano II, amico di san Bruno, il primo papa ad approvare e incoraggiare la vita certosina.
Dopo gli studi, Guigo fu ordinato sacerdote nella cattedrale di Grenoble e nel 1106 entrò nella Grande Chartreuse, fondata da San Bruno, 22 anni prima. Ben presto venne eletto priore dai suoi confratelli, nonostante avesse solo 26 anni. Rimase in carica fino alla sua morte, 27 anni dopo, avvenuta il 27 luglio 1136.
Il 30 gennaio 1132, una valanga distrusse il primo sito della Certosa dopo 48 anni di esistenza. Guigo e i monaci decisero di lasciare quel luogo con i sopravvissuti e di ricostruire l'eremo nel luogo attuale, al riparo dalle valanghe.
Il suo nome è iscritto in alcuni martirologi del 27 luglio, e talvolta è chiamato "Venerabile" o "Beato", ma i bollandisti non riuscirono a riscontro di culto effettivo.

### Il contributo all'ordine
Guigo ebbe un ruolo di primo piano nella formazione e nello sviluppo dell'ordine certosino. Fu sotto la sua guida che si decise di autorizzare altre comunità a seguire lo stile di vita certosino, anche se non fondò nuove case in senso stretto e non prese alcuna iniziativa in questa direzione.
In pochi anni furono fondate diverse certose in Francia. Incoraggiato da Ugo, vescovo di Grenoble, a rispondere alla richiesta di queste comunità che desiderano imitare i monaci della Certosa nel mettere per iscritto il costumi della comunità certosina, iniziò a scrivere le Consuetudines Cartusiae a cui lavorò dal 1121 al 1125 e che possono essere considerate il documento fondativo dell'Ordine certosino.
Fino ad allora la comunità certosina non aveva un vertice. Fu Guigo, sulle orme del suo predecessore Giovanni di Toscana, a scegliere il priorato. Difatti, egli dovrebbe essere considerato il secondo priore, bensì venga definito quinto per prassi e cronologia storica.
Guigo ha contribuito considerevolmente ad arricchire la biblioteca della Grande Chartreuse, che al suo tempo veniva ammirata con pregio e questo gli garanti grandi amicizie, tra cui: Pietro il Venerabile, gran abate di Cluny che lo considerava come uno degli uomini più notabili del suo tempo; il cardinale Aimerico de la Chatre, vicino a papa Innocenzo II e, infine, Bernardo di Chiaravalle, con cui intratteneva corrispondenze epistolari, che visitò la Certosa nel 1123.
Divenuto infermo, morì all'età di 53 anni.

## Scritti
Gli scritti principali di Guigo circolarono molto presto al di fuori dell'ordine, ma in modo confidenziale e soprattutto negli ambienti monastici, in particolare tra i cistercensi, tanto che le sue Meditationes furono a lungo attribuite a san Bernardo. Questi sono:
- le Meditationes, pensieri intimi raccolti senza ordine durante i primi anni del suo priorato, stampati a Monaco nel 1685.
- le Consuetudines Cartusiae, scritte tra il 1121 e il 1128, per rispondere alle richieste delle prime fondazioni certosine. Raccolgono i costumi della Grande Chartreuse. Costituirono le fondamenta dell'ordine certosino, e per i successivi documenti normativi come gli Statuta Ordinis Carthusiensis.[7]
- le Epistolae (Lettere), nove in tutto, tra cui un'importante lettera sulla solitudine, scritta ad un amico rimasto anonimo.[2]
- la Vita S. Hugonis episcopi Gratianopolitani (Vita di Sant'Ugo), agiografia del vescovo Ugo di Grenoble, scritta su richiesta di papa Innocenzo II. Egli, morto nel 1132, fu con san Bruno il cofondatore, amico e benefattore della prima certosa.